# Lick It
«Lick It» es una canción interpretada por el grupo estadounidense de música dance 20 Fingers con la cantante Roula. Fue lanzado en febrero de 1995 como el segundo sencillo de su álbum On the Attack and More. También aparece en el segundo álbum de estudio homónimo de 20 Fingers. La canción alcanzó el puesto número uno en Italia. Contiene letras explícitas que se refieren al cunnilingus. Se hizo un video musical en blanco y negro para acompañar la canción.
En el mundo hispanoamericano, la canción fue más conocida por la versión del cantante Machito Ponce, titulada «Lámelo», conocida popularmente como «Ahora te voy a poner a gozar» por su estribillo.

## Recepción crítica
Larry Flick de Billboard escribió que una canción como esta "tiene letras que no se aventuran más allá del humor adolescente y la charla obscena, con ritmos slammin' y melodías contagiosas que sirven como un verdadero captador de atención". Añadió que "tiene a la cantante Roula arrullando y riendo tontamente sobre los placeres de la gratificación oral". James Hamilton de RM Dance Update de Music Week la describió como una "chica inexpresiva que cantaba la canción de 127bpm alegremente vibrante de la continuación de «Short Dick Man». 

## Desempeño musical
La canción alcanzó el primer puesto en las listas de éxitos musicales en muchos países europeos. Encabezó la lista de sencillos italianos y fue un Top 10 en cinco países: Austria, Bélgica, Francia, Alemania y España. En el Eurochart Hot 100, «Lick It» alcanzó el número 6. En el Billboard Hot 100 la canción alcanzó el puesto 72. En Canadá, llegó al número 2 en la RPM Dance Chart. Sin embargo, sus ventas fueron inferiores al éxito anterior de 20 Fingers «Short Dick Man».

## Posiciónamiento en listas

### Listas semanales
| Lista (1995)                                     | Máxima posición |
| ------------------------------------------------ | --------------- |
| Alemania (Offizielle Deutsche Charts)            | 4               |
| Australia (ARIA)                                 | 65              |
| Austria (Ö3 Austria Top 40)                      | 10              |
| Bélgica (Flandes) (Ultratop 50)                  | 14              |
| Bélgica (Valonia) (Ultratop 50)                  | 9               |
| Canadá (RPM Dance)                               | 2               |
| Escocia (Official Charts Company)                | 35              |
| España (AFYVE)                                   | 4               |
| Estados Unidos (Billboard Hot 100)               | 72              |
| Europa (Eurochart Hot 100)                       | 6               |
| Francia (SNEP)                                   | 5               |
| Islandia (Íslenski Listinn Topp 40)              | 22              |
| Italia (Hit Parade Italia)                       | 1               |
| Nueva Zelanda (Recorded Music NZ)                | 38              |
| Países Bajos (Dutch Top 40)                      | 21              |
| Países Bajos (Mega Single Top 100)               | 20              |
| Reino Unido UK Singles (Official Charts Company) | 48              |
| Suiza (Schweizer Hitparade)                      | 21              |

### Listas de fin de año
| Lista (1995)                      | Posición |
| --------------------------------- | -------- |
| Alemania (Official German Charts) | 46       |
| Bélgica (Ultratop Wallonia)       | 58       |
| Canadá (RPM Dance)                | 19       |
| Europa (Eurochart Hot 100)        | 48       |
| Francia (SNEP)                    | 49       |
| Italia (Hit Parade Italia)        | 12       |
| Países Bajos (Dutch Top 40)       | 199      |